# Louis Belton
Louis J. Belton (* 30. November 1943 in County Longford; † 11. November 2023 in Mullingar, County Longford, Irland) war ein irischer Politiker der Fine Gael und von 1989 bis 1992 und von 1997 bis 2002 Abgeordneter (Teachta Dála) im Dáil Éireann, dem Unterhaus des irischen Parlaments, sowie von 1993 bis 1997 im Seanad Éireann, dem Oberhaus.

## Leben
Belton war nach der Schulzeit als Verkäufer und dann bei einer Bausparkasse tätig. 1979 wurde er in den Longford County Council gewählt. Diesen Sitz konnte er bis 1999 halten. Bei den Wahlen 1989 wurde er erstmals in den Dáil Éireann für den Wahlkreis Longford–Westmeath gewählt. Diesen Sitz verlor er jedoch bei den Wahlen 1992 wieder. Er setzte sich allerdings bei den Wahlen Anfang 1993 für den Seanad Éireann auf der Verwaltungsliste durch und konnte schon bei den regulären Wahlen 1997 wieder den Sitz im Dáil, diesmal für den Wahlkreis Longford–Roscommon einnehmen. Jedoch ging ihm der Sitz bei den Wahlen 2002 wieder knapp verloren.
Belton lebte mit Anita Kelly zusammen.